# FC Aarau
FC Aarau är en schweizisk fotbollsklubb från Aarau. De spelar för närvarande i Challenge League och tränas av René Weiler. Klubbens president heter Alfred Schmid.

## Meritor
- Axpo Super League: 1912, 1914, 1993
- Schweizer Cup: 1985
- Schweiziska ligacupen: 1982

## Kända f.d. spelare
- Mark Fotheringham

## Tränare
| - 1933–1934: Fritz Kerr - 1934–1935: Hammerlindl - 1934–1935: Josef Stocker - 1934–1935: Rudolf Kiss - 1935–1936: Karl Schrenk - 1936–1938: Bela Volentik - 1938–1939: A. Sutter - 1939–1939: Fritz Heine - 1939–1940: Fritz Kerr - 1940–1941: Fritz Heine - 1941–1942: Walter Suter - 1942–1943: Fritz Heine - 1943–1946: Franz Sobotka - 1946–1948: Emil Ludwig - 1948–1950: Richard Longrin - 1950–1951: H. Schneeberger - 1950–1951: Urs Weber - 1950–1951: Werner Schaer - 1951–1953: Walter Presch - 1953–1953: Otto Imhof - 1953–1954: Hermann Czischek | - 1954–1955: Fritz Kerr - 1955–1956: Max Isler - 1956–1958: Armin Scheurer - 1958–1959: Willy Macho - 1959–1960: Otto Imhof - 1960–1962: Horst Schulz - 1962–1962: Herbert Schauer - 1962–1965: Alfred Beck - 1965–1965: Herbert Schauer - 1965–1967: Ernst Bürgler - 1967–1970: Paul Stehrenberger - 1970–1972: Werner Olk - 1972–1973: Georges Sobotka - 1973–1975: Srdjan Cebinac - 1975–1977: René Tschui - 1977–1982: Paul Stehrenberger - 1982–1982: Paul Stehrenberger och Paul Fischli - 1982–1984: Zvezdan Cebinac - 1984–1988: Ottmar Hitzfeld - 1988–1989: Hubert Kostka - 1989–1990: Wolfgang Frank | - 1990–1991: Roger Wehrli - 1991–1992: Alfred Strasser - 1992–1995: Rolf Fringer - 1995–1998: Martin Trümpler - 1998–1999: Alfred Strasser - 1999–2000: Jochen Dries - 2000–2002: Rolf Fringer - 2002–2004: Alain Geiger - 2004–2004: Martin Rueda - 2004–2005: Andy Egli - 2005–2006: Alain Geiger - 2006–2006: Urs Schönenberger - 2006–2007: Ruedi Zahner - 2007–2007: Ryszard Komornicki - 2007–2007: Gilbert Gress - 2007–2011: Ryszard Komornicki - 2011–2014: René Weiler - 2014–2015: Sven Christ - 2015–: Raimondo Ponte |